# Nesoptilotis leucotis
Nesoptilotis leucotis là một loài chim trong họ Meliphagidae.